# クッカバラ (ロケット)
クッカバラ（英: Kookaburra）はオーストラリアの観測ロケット。1段目にループス（Lupus）ロケットを、2段目にムスカ（Musca）ロケットを使用している。クッカバラは1969年4月16日から1976年6月30日まで、インド洋のGanや南オーストラリアのウーメラから33回打ち上げられた。

## 性能
- 高度：75 km
- 重量：100 kg
- 直径：0.12 m
- 全長：3.40 m